# Frédi, Béni és a pankrátorok: Leszámolás a kőkorban
A Frédi, Béni és a pankrátorok: Leszámolás a kőkorban (eredeti cím: The Flintstones & WWE: Stone Age SmackDown!) amerikai 2D-s számítógépes animációs film, amely eredetileg DVD-n jelent meg 2015-ben. Az animációs játékfilm rendezői és producerei Spike Brandt és Tony Cervone. A forgatókönyvet Jed Elinoff és Scott Thomas írta, a zenéjét Austin Wintory szerezte. A Warner Bros. Animation és a WWE Studios második közös alkotása a Scooby-Doo! Rejtély a bajnokságon után.
Amerikában 2015. március 10-én adta ki DVD-n a Warner Home Video és a WWE Home Video, Magyarországon pedig 2016. március 12-én mutatták be az HBO-n.

## Cselekmény
Amikor Frédi elveszíti a család nyaralásra félretett pénzét, egy igencsak őrült tervet eszel ki, hogyan szerezhetné azt vissza. Az elképesztő ötlet lényege, hogy a felkonferálása mellett a barátja, Béni egy látványos pankrációs mérkőzés keretében szembeszáll a cirkuszi látványosság legnagyobb egyéniségeivel, John Kőcenával, Rey Mysterioval és a Sírásóval.

## Szereplők
| Szereplő       | Eredeti hang             | Magyar hang      |
| -------------- | ------------------------ | ---------------- |
| Frédi          | Jeff Bergman             | Papp János       |
| Béni           | Kevin Michael Richardson | Mikó István      |
| Vilma          | Tress MacNeille          | Für Anikó        |
| Irma           | Grey Griffin             | Pogány Judit     |
| Dinó           | Eric Bauza               | Kossuth Gábor    |
| Hoppá          | Eric Bauza               | Molnár Levente   |
| Benő           | Eric Bauza               | Molnár Levente   |
| Kőkobaki úr    | John O’Hurley            | Forgács Gábor    |
| Enikő          | Russi Taylor             | Szűcs Anna Viola |
| Brie DeBella   | Brianna Garcia           | Kis-Kovács Luca  |
| Nikki DeBella  | Nicole Garcia            | Kis-Kovács Luca  |
| John Kőcena    | John Cena                | Varga Rókus      |
| Márvány Henrik | Mark Henry               | Törköly Levente  |
| McMagma úr     | Vince McMahon            | Sörös Miklós     |
| Rey Mysterio   | Rey Mysterio             | Bor László       |
| CM Punk        | CM Punk                  | Láng Balázs      |
| Sírásó         | The Undertaker           | Papucsek Vilmos  |
| Daniel Bryrock | Daniel Bryan             | N/A              |

További angol hangok: Charlie Hewson, Doug Erholtz, Tom Kenny
További magyar hangok: Csuha Lajos, Élő Balázs, Gyurin Zsolt, Hegedűs Miklós, Király Adrián, Lipcsey-Colini Borbála, Németh Attila István, Pupos Tímea, Téglás Judit, Törtei Tünde

## Televíziós megjelenések
HBO 